# Litesound
Лайтсаунд, «англ. Litesound» — білоруський гурт, що репрезентує свою назву англійською мовою (у перекладі означає словосполучення «світлозвук» від слів «lite» та «sound»), заснований 2005 року братами Дмитром і Володимиром Карякіними. Колектив представлятиме Білорусь на пісенному конкурсі Євробачення 2012 в Баку.

## Євробачення 2012
Група взяв участь в національному відборі на конкурс «Євробачення 2012» в Баку, де увійшов до п'ятірки найкращих і потрапила до фіналу проекту, в якому за первісною інформації посів друге місце, набравши 22 балів з можливих 24. Однак після визнання переможцем Альони Ланської, президент Білорусі доручив створити спеціальну комісію, яка перевірила, чи не фальсифікований результат конкурсу. Після закінчення перевірки і перерахунку голосів, переможцем офіційно був визнаний гурт «Litesound», якому і судді і телеглядачі віддали по 12 балів. Президент Білорусі приніс офіційні вибачення гурту і запропонував представляти країну на конкурсі в Азербайджані. Гурт дав свою згоду і представить Білорусь в Баку, заспівавши у другому півфіналі, який відбудеться 24 травня в Baku Crystal Hall з піснею «We Are The Heroes». За результатами півфіналу композиція не пройшла до фіналу.

## 2020–2023
2020 року музиканти розкритикували політику білоруської влади щодо пандемії коронавірусу. Після цього гурту відмовили у концертах на 3 липня та в участі у «Слов'янському базарі». У липні 2020 року Litesound випустили білоруськомовну версію пісні "We Are The Heroes". Гурт виступив на мітингу на підтримку Світлани Тихановської.
13 жовтня 2022 року братів Карякіних та їхніх батьків затримали бійці СОБР у повному екіпіруванні. У березні 2023 всі четверо були засуджені до кількох років «домашньої хімії» (обмеження волі без направлення до виправної установи відкритого типу) за участь у протестах 2020 року.